# Хортиця (Александровський район)
Хо́ртиця (рос. Хортица) — село у складі Александровського району Оренбурзької області, Росія.

## Населення
Населення — 688 осіб (2010; 873 у 2002).
Національний склад (станом на 2002 рік):
- росіяни — 68 %